# Agrilus davisi
Agrilus davisi är en skalbaggsart som beskrevs av Knull 1941. Agrilus davisi ingår i släktet Agrilus och familjen praktbaggar. Inga underarter finns listade i Catalogue of Life.